# جام کونکاکاف
جام کونکاکاف (به طور رسمی جام کونکاکاف ارائه شده توسط اسکوشیابانک به دلایل حمایت مالی) یک بازی پلی آف بین‌المللی فوتبال برای تعیین شرکت‌کننده کونکاکاف در جام کنفدراسیون‌ها ۲۰۱۷ در روسیه بود. برنده جام طلایی کونکاکاف ۲۰۱۳، ایالات متحده آمریکا در ۱۰ اکتبر ۲۰۱۵، در رز بول در پاسادینا، ایالات متحده آمریکا، در برابر مکزیک، برنده جام طلایی کونکاکاف ۲۰۱۵ بازی کرد.
مکزیک پس از وقت‌های اضافه بازی را ۳–۲ برد، بنابراین برای جام کنفدراسیون‌های فیفا ۲۰۱۷ واجد شرایط شد.

## پیش زمینه
اگرچه جام طلایی کونکاکاف هر دو سال برگزار می‌شود، طبق دستورالعمل‌های قبل از سال ۲۰۱۳، تنها برندگان جام طلایی که دو سال قبل از جام کنفدراسیون‌ها برگزار شده بود، به عنوان نماینده کونکاکاف انتخاب می‌شوند. به عنوان مثال، مکزیک در سال ۲۰۱۱ جام طلایی کونکاکاف را برد و به جام کنفدراسیون‌ها ۲۰۱۳ راه یافت. این به نوبه خود اعتبار تورنمنت متناوب را کاهش داد و تیم‌های کونکاکاف در جام طلایی که در همان سال جام کنفدراسیون‌ها برگزار شد، فهرست ضعیف‌تری را به نمایش گذاشتند، زیرا نتیجه هیچ تاثیری بر جواز حضور در جام کنفدراسیون‌ها نداشت. بسیاری از تیم‌هایی که در آن سال در راهیابی به جام جهانی فوتبال نیز شرکت داشتند، تمرکز کمتری بر جام طلایی داشتند.
کونکاکاف معرفی یک بازی پلی آف را در ۵ آوریل ۲۰۱۳ اعلام کرد. از جام کنفدراسیون‌ها ۲۰۱۷، نماینده کونکاکاف قبل از جام کنفدراسیون‌ها با بازی پلی آف بین دو برنده جام طلایی کونکاکاف تعیین می‌شود. سپس جفری وب، رئیس کونکاکاف اظهار داشت: «این مسابقه به قهرمان هر دوره جام طلایی اجازه می‌دهد فرصت رقابتی یکسانی برای نمایندگی کونکاکاف در سطح بین‌المللی داشته باشد». در صورتی که یک تیم ملی برنده هر دو تورنمنت جام طلایی شود، هیچ بازی پلی آفی برگزار نمی‌شود و تیم مستقیماً به جام کنفدراسیون‌ها راه پیدا می‌کند.
پس از تصمیم کونکاکاف برای پایان دادن به وابستگی خود به ترافیک اسپورتس ایالات متحده آمریکا به دلیل پرونده فساد فیفا ۲۰۱۵، شرکت خواهر لیگ برتر ایالات متحده آمریکا، ساکر یونایتد مارکتینگ به عنوان نماینده تجاری برای این مسابقه انتخاب شد.

## تیم‌های واجد شرایط
- ایالات متحده آمریکا پس از قهرمانی در جام طلایی کونکاکاف ۲۰۱۳ با برد ۱–۰ برابر پاناما به پلی آف راه یافت.
- مکزیک پس از قهرمانی در جام طلایی کونکاکاف ۲۰۱۵ با برد ۳–۱ برابر جامائیکا به پلی آف راه یافت.

## فرمت
کونکاکاف در ابتدا در ۲۳ ژوئیه ۲۰۱۵ اعلام کرد که پلی آف به صورت تک مسابقه در ۹ اکتبر ۲۰۱۵ در ایالات متحده برگزار می‌شود. پس از پایان جام طلایی کونکاکاف ۲۰۱۵ در ۲۶ ژوئیه ۲۰۱۵، کونکاکاف رز بول در پاسادینا را به عنوان محل برگزاری اعلام کرد. این تاریخ بعداً به ۱۰ اکتبر اصلاح شد تا "به طرفداران حاضر اجازه دهد از جشن‌های یک روزه لذت ببرند، از جمله فوتبال فیستا، یک منطقه هواداران آزاد و تعاملی در خارج از رز بول."

## تهیه بلیط
در ۲۷ اوت ۲۰۱۵، کونکاکاف روند تخصیص بلیط برای این مسابقه را اعلام کرد. هم فدراسیون فوتبال ایالات متحده و هم فدراسیون فوتبال مکزیک هر کدام ۳۰ درصد از بلیت‌ها را دریافت کردند که از طریق گروه‌های حامی توزیع شد. ۳۰ درصد دیگر از طریق قرعه کشی فروخته شد که عموم مردم می‌توانستند درخواست دهند. ۱۰ درصد نهایی به تیم‌های محلی و حامیان مالی داده شد. این سیستم برای جلوگیری از تسلط تماشاگران توسط طرفداران هر یک از تیم‌ها علیرغم حضور در خاک ایالات متحده مشابه فینال‌های قبلی جام طلایی بود.

## بازیکنان
هر کشور می‌توانست حداکثر ۲۳ بازیکن را برای تیم خود انتخاب کند. در ۱۵ سپتامبر ۲۰۱۵، کونکاکاف لیست تیم‌های موقت را اعلام کرد. ترکیب نهایی ۲۳ بازیکن توسط کونکاکاف در ۵ اکتبر ۲۰۱۵ اعلام شد.

### مکزیک
سرمربی:  ریکاردو فرتی
| شماره | پست       | بازیکن             | تاریخ تولد               | باشگاه          |
| ----- | --------- | ------------------ | ------------------------ | --------------- |
| ۱     | دروازه‌بان | آلفردو تالاورا     | ۱۸ سپتامبر ۱۹۸۲ (۳۳ سال) | تولوکا          |
| ۲     | مدافع     | اسرائیل خیمنز      | ۱۳ اوت ۱۹۸۹ (۲۶ سال)     | اونال           |
| ۳     | مدافع     | خوزه ریواس         | ۱۸ اکتبر ۱۹۸۴ (۳۰ سال)   | اونال           |
| ۴     | مدافع     | رافائل مارکز       | ۱۳ فوریه ۱۹۷۹ (۳۶ سال)   | هلاس ورونا      |
| ۵     | مدافع     | دیگو ریس           | ۱۹ سپتامبر ۱۹۹۲ (۲۳ سال) | رئال سوسیداد    |
| ۶     | مدافع     | اورگی تورس نیلو    | ۱۶ ژانویه ۱۹۸۸ (۲۷ سال)  | اونال           |
| ۷     | مدافع     | میگل لایون         | ۲۵ ژوئن ۱۹۸۸ (۲۷ سال)    | پورتو           |
| ۸     | هافبک     | جاناتان دوس سانتوس | ۲۶ آوریل ۱۹۹۰ (۲۵ سال)   | ویارئال         |
| ۹     | مهاجم     | رائول خیمنز        | ۵ مه ۱۹۹۱ (۲۴ سال)       | بنفیکا          |
| ۱۰    | هافبک     | خسوس کورونا        | ۶ ژانویه ۱۹۹۳ (۲۲ سال)   | پورتو           |
| ۱۱    | مهاجم     | کارلوس ولا         | ۱ مارس ۱۹۸۹ (۲۶ سال)     | رئال سوسیداد    |
| ۱۲    | دروازه‌بان | مویسس مونوز        | ۱ فوریه ۱۹۸۰ (۳۵ سال)    | آمریکا          |
| ۱۳    | دروازه‌بان | جاناتان اوروزکو    | ۱۲ مه ۱۹۸۶ (۲۹ سال)      | مونتری          |
| ۱۴    | مهاجم     | خاویر ارناندس      | ۱ ژوئن ۱۹۸۸ (۲۷ سال)     | بایر لورکوزن    |
| ۱۵    | مدافع     | هکتور مورنو        | ۱۷ ژانویه ۱۹۸۸ (۲۷ سال)  | پی‌اس‌وی آیندهوون |
| ۱۶    | هافبک     | هکتور هررا         | ۱۹ آوریل ۱۹۹۰ (۲۵ سال)   | پورتو           |
| ۱۷    | هافبک     | خاویر گوئیمیز      | ۱۷ اکتبر ۱۹۹۱ (۲۳ سال)   | آمریکا          |
| ۱۸    | هافبک     | آندرس گواردادو     | ۲۸ سپتامبر ۱۹۸۶ (۲۹ سال) | پی‌اس‌وی آیندهوون |
| ۱۹    | مهاجم     | اوریبه پرالتا      | ۱۲ ژانویه ۱۹۸۴ (۳۱ سال)  | آمریکا          |
| ۲۰    | هافبک     | خاویر آکینو        | ۱۱ فوریه ۱۹۹۰ (۲۵ سال)   | اونال           |
| ۲۱    | هافبک     | کارلوس اسکوییول    | ۱۰ آوریل ۱۹۸۲ (۳۳ سال)   | تولوکا          |
| ۲۲    | مدافع     | پل آگویلار         | ۶ مارس ۱۹۸۶ (۲۹ سال)     | آمریکا          |
| ۲۳    | هافبک     | الیاس هرناندز      | ۲۹ آوریل ۱۹۸۸ (۲۷ سال)   | لئون            |

### ایالات متحده آمریکا
آلهاندرو بدویا به دلیل بیماری، جای خود را به بابی وود داد.
سرمربی:  یورگن کلینزمن
| شماره | پست       | بازیکن           | تاریخ تولد              | باشگاه               |
| ----- | --------- | ---------------- | ----------------------- | -------------------- |
| ۱     | دروازه‌بان | برد گوزان        | ۹ سپتامبر ۱۹۸۴ (۳۱ سال) | استون ویلا           |
| ۲     | هافبک     | دآندره یدلین     | ۹ ژوئیه ۱۹۹۳ (۲۲ سال)   | ساندرلند             |
| ۳     | مدافع     | برد اوانس        | ۲۰ آوریل ۱۹۸۵ (۳۰ سال)  | سیاتل ساندرز         |
| ۴     | هافبک     | مایکل بردلی      | ۳۱ ژوئیه ۱۹۸۷ (۲۸ سال)  | تورنتو               |
| ۵     | مدافع     | مت بسلر          | ۱۱ فوریه ۱۹۸۷ (۲۸ سال)  | اسپورتینگ کانزاس‌سیتی |
| ۶     | مدافع     | تیم ریم          | ۵ اکتبر ۱۹۸۷ (۲۸ سال)   | فولام                |
| ۷     | مدافع     | دامارکوس بیزلی   | ۲۴ مه ۱۹۸۲ (۳۳ سال)     | هیوستون دینامو       |
| ۸     | مهاجم     | کلینت دمپسی      | ۹ مارس ۱۹۸۳ (۳۲ سال)    | سیاتل ساندرز         |
| ۹     | هافبک     | جیاسی زاردس      | ۲ سپتامبر ۱۹۹۱ (۲۴ سال) | لس آنجلس گلکسی       |
| ۱۰    | هافبک     | دنیل ویلیامز     | ۸ مارس ۱۹۸۹ (۲۶ سال)    | ردینگ                |
| ۱۱    | مهاجم     | بابی وود         | ۱۵ نوامبر ۱۹۹۲ (۲۳ سال) | یونیون برلین         |
| ۱۲    | دروازه‌بان | تیم هاوارد       | ۶ مارس ۱۹۷۹ (۳۶ سال)    | اورتون               |
| ۱۳    | هافبک     | جرمین جونز       | ۳ نوامبر ۱۹۸۱ (۳۳ سال)  | نیوانگلند رولوشن     |
| ۱۴    | مدافع     | ونتورا آلوارادو  | ۱۶ اوت ۱۹۹۲ (۲۳ سال)    | آمریکا               |
| ۱۵    | هافبک     | کایل بکرمن       | ۲۳ آوریل ۱۹۸۲ (۳۳ سال)  | رئال سالت لیک        |
| ۱۶    | مدافع     | مایکل اروزکو     | ۷ فوریه ۱۹۸۶ (۲۹ سال)   | تیخوانا              |
| ۱۷    | مهاجم     | جوزی التیدور     | ۶ نوامبر ۱۹۸۹ (۲۵ سال)  | تورنتو               |
| ۱۸    | مهاجم     | کریس ووندولوفسکی | ۲۸ ژانویه ۱۹۸۳ (۳۲ سال) | سن‌خوزه ارث‌کوئیکز     |
| ۱۹    | هافبک     | گراهام زوسی      | ۱۸ اوت ۱۹۸۶ (۲۹ سال)    | اسپورتینگ کانزاس‌سیتی |
| ۲۰    | مدافع     | جف کامرون        | ۱۱ ژوئیه ۱۹۸۵ (۳۰ سال)  | استوک سیتی           |
| ۲۱    | مدافع     | جاناتان اسپکتور  | ۱ مارس ۱۹۸۶ (۲۹ سال)    | بیرمنگام سیتی        |
| ۲۲    | دروازه‌بان | نیک ریماندو      | ۱۷ ژوئن ۱۹۷۹ (۳۶ سال)   | رئال سالت لیک        |
| ۲۳    | هافبک     | فابیان جانسون    | ۱۱ دسامبر ۱۹۸۷ (۲۷ سال) | بروسیا مونشن‌گلادباخ  |

## خلاصه مسابقه
| مکزیک                                        | ۳–۲ (و.ا.) | ایالات متحده آمریکا     |
| -------------------------------------------- | ---------- | ----------------------- |
| - خ. ارناندس ۱۰' - پرالتا ۹۶' - آگویلار ۱۱۸' | گزارش      | - کامرون ۱۵' - وود ۱۰۸' |

| مکزیک | ایالات متحده آمریکا |

| GK           | ۱۲ | مویسس مونوز            |     |     |
| RB           | ۲۲ | پل آگویلار             | '۲۱ |     |
| CB           | ۱۵ | هکتور مورنو            | '۴۳ |     |
| CB           | ۵  | دیگو ریس               |     |     |
| LB           | ۷  | میگل لایون             |     |     |
| DM           | ۴  | رافائل مارکز (کاپیتان) |     | '۷۶ |
| CM           | ۱۶ | هکتور هررا             |     |     |
| CM           | ۱۸ | آندرس گواردادو         |     | '۸۰ |
| RF           | ۹  | رائول خیمنز            |     |     |
| LF           | ۱۹ | اوریبه پرالتا          | '۳۵ |     |
| CF           | ۱۴ | خاویر ارناندس          |     | '۹۸ |
| تعویض‌ها:     |    |                        |     |     |
| GK           | ۱  | آلفردو تالاورا         |     |     |
| GK           | ۱۳ | جاناتان اوروزکو        |     |     |
| DF           | ۲  | اسرائیل خیمنز          |     |     |
| DF           | ۳  | خوزه ریواس             |     | '۷۶ |
| DF           | ۶  | اورگی تورس نیلو        |     |     |
| MF           | ۸  | جاناتان دوس سانتوس     |     |     |
| MF           | ۱۰ | خسوس کورونا            |     | '۹۸ |
| MF           | ۱۷ | خاویر گوئیمیز          | '۹۵ | '۸۰ |
| MF           | ۲۰ | خاویر آکینو            |     |     |
| MF           | ۲۱ | کارلوس اسکوییول        |     |     |
| MF           | ۲۳ | الیاس هرناندز          |     |     |
| FW           | ۱۱ | کارلوس ولا             |     |     |
| سرمربی:      |    |                        |     |     |
| ریکاردو فرتی |    |                        |     |     |

| GK            | ۱  | برد گوزان             |     |      |
| RB            | ۲۳ | فابیان جانسون         |     | '۱۱۱ |
| CB            | ۲۰ | جف کامرون             |     |      |
| CB            | ۵  | مت بسلر               | '۵۲ |      |
| LB            | ۷  | دامارکوس بیزلی        |     |      |
| DM            | ۱۵ | کایل بکرمن            |     |      |
| RM            | ۱۳ | جرمین جونز            |     |      |
| LM            | ۹  | جیاسی زاردس           |     | '۷۸  |
| AM            | ۴  | مایکل بردلی (کاپیتان) | '۸۷ |      |
| CF            | ۱۷ | جوزی التیدور          |     | '۹۸  |
| CF            | ۸  | کلینت دمپسی           |     |      |
| تعویض‌ها:      |    |                       |     |      |
| GK            | ۱۲ | تیم هاوارد            |     |      |
| GK            | ۲۲ | نیک ریماندو           |     |      |
| DF            | ۳  | برد اوانس             |     | '۱۱۱ |
| DF            | ۶  | تیم ریم               |     |      |
| DF            | ۱۴ | ونتورا آلوارادو       |     |      |
| DF            | ۱۶ | مایکل اروزکو          |     |      |
| DF            | ۲۱ | جاناتان اسپکتور       |     |      |
| MF            | ۲  | دآندره یدلین          |     | '۷۸  |
| MF            | ۱۰ | دنیل ویلیامز          |     |      |
| MF            | ۱۹ | گراهام زوسی           |     |      |
| FW            | ۱۱ | بابی وود              |     | '۹۸  |
| FW            | ۱۸ | کریس ووندولوفسکی      |     |      |
| سرمربی:       |    |                       |     |      |
| یورگن کلینزمن |    |                       |     |      |

| کمک داوران: خوان فرانسیسکو زومبا (السالوادور) لیونل لئال (کاستاریکا) داور چهارم: مارلون مجیا (السالوادور) | قوانین مسابقه - ۹۰ دقیقه - ۳۰ دقیقه وقت اضافه در صورت نیاز - ضربات پنالتی اگر نتیجه همچنان مساوی است - دوازده نیمکت‌نشین - حداکثر ۳ تعویض | نکات مسابقه - '۳۵ در ابتدا به ر. خیمنز داده شد و در بین دو نیمه به پرالتا تغییر کرد. |

## انحلال جام کنفدراسیون‌ها
در ابتدا یک نسخه ۲۰۱۹ برنامه ریزی شده بود که برندگان مسابقات ۲۰۱۷ و ۲۰۱۹ را نشان می‌داد. در نوامبر ۲۰۱۶، کونکاکاف اعلام کرد که حقوق تلویزیون برای نسخه ۲۰۱۹ به فاکس اسپورتس فروخته شده است. در ۲۶ ژوئیه ۲۰۱۷، با پیروزی در فینال جام طلایی کونکاکاف ۲۰۱۷، ایالات متحده آمریکا تضمین کرد که در صورت شکست در کسب جام طلایی ۲۰۱۹، حداقل در جام کونکاکاف ۲۰۱۹ شرکت خواهند کرد.
با این حال، در ۱۵ مارس ۲۰۱۹، فیفا اعلام کرد که جام کنفدراسیون‌ها در عوض گسترش جام باشگاه‌های جهان، لغو می‌شود. بنابراین این بدان معناست که هیچ نسخه‌ای از جام کونکاکاف در آینده وجود نخواهد داشت.